# Brazeau (Missouri)
Brazeau (Aussprache: /bræzɔː/) ist eine unincorporated community im Brazeau Township des Perry County im Bundesstaat Missouri der Vereinigten Staaten. Brazeau hat ca. 20 Einwohner und ist die älteste Siedlung im Perry County.

## Lage
Brazeau liegt im Südosten des Bundesstaates Missouri, rund 20 Kilometer südöstlich von Perryville, 35 Kilometer nördlich von Cape Girardeau und 120 Kilometer südsüdöstlich von St. Louis. Der Mississippi River liegt in der Nähe von Brazeau.

## Geschichte

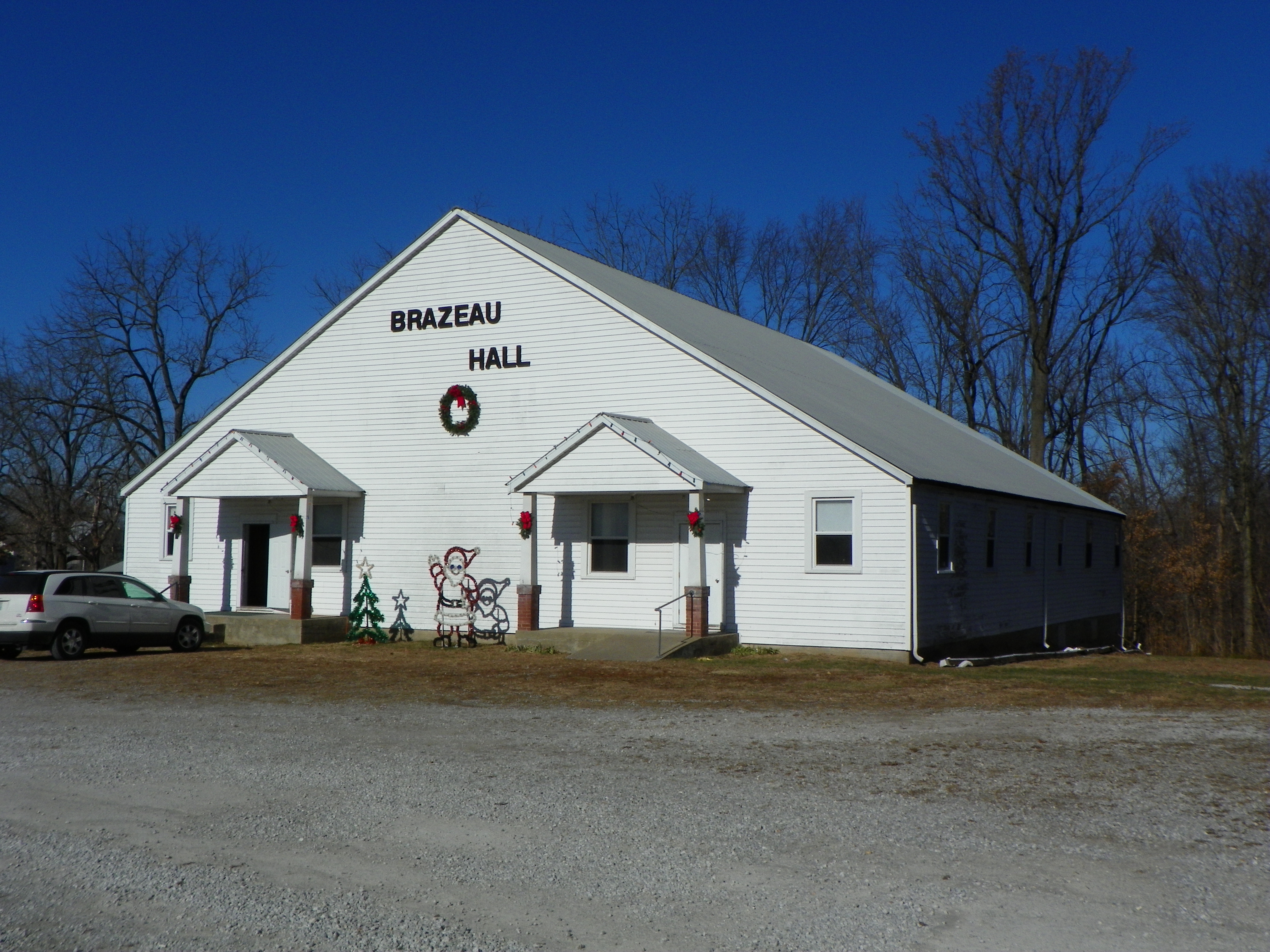
Brazeau Hall

Die ersten Siedler auf dem Gebiet von Brazeau waren presbyterische Siedler englischer und schottischer Abstammung, die ab 1817 aus North Carolina nach Missouri kamen und dort mehrere Siedlungen errichteten, eine davon war auch Brazeau. Der Ort wurde nach dem durch ihn fließenden Brazeau Creek benannt. Am 2. September 1819 wurde in Brazeau die The Evangelical Presbyterian Church of Brazeau gegründet und die erste Kirche gebaut. Bis zum 1. Januar 1820 gehörte der Ort zum Ste. Genevieve County, danach wurde aus dem Teil, zu dem auch Brazeau gehört, das Perry County gebildet.
1832 wurde die erste Kirche von Brazeau bei einem Brand zerstört und im folgenden Jahr wurde eine neue Kirche errichtet. Im Jahr 1839 kamen Siedler aus dem Herzogtum Sachsen-Altenburg nach Brazeau und gründeten in der Umgebung mehrere Dörfer wie beispielsweise Frohna und Altenburg. 1854 wurde die Kirche von Brazeau durch einen Neubau aus Ziegeln ersetzt, der bis heute genutzt wird. 1879 erhielt der Ort eine Poststelle des United States Postal Service. Zu Hochzeiten gab es in dem Dorf einen Gemischtwarenladen, eine Bank, eine Schmiede und eine Schule.
1944 wurde die Brazeau Hall, ein Treffpunkt der Dorfgemeinschaft, errichtet. In dem Gebäude des ehemaligen Gemischtwarenladens ist seit 2003 die Hemmann Winery untergebracht. Die Poststelle in Brazeau wurde 2011 geschlossen.

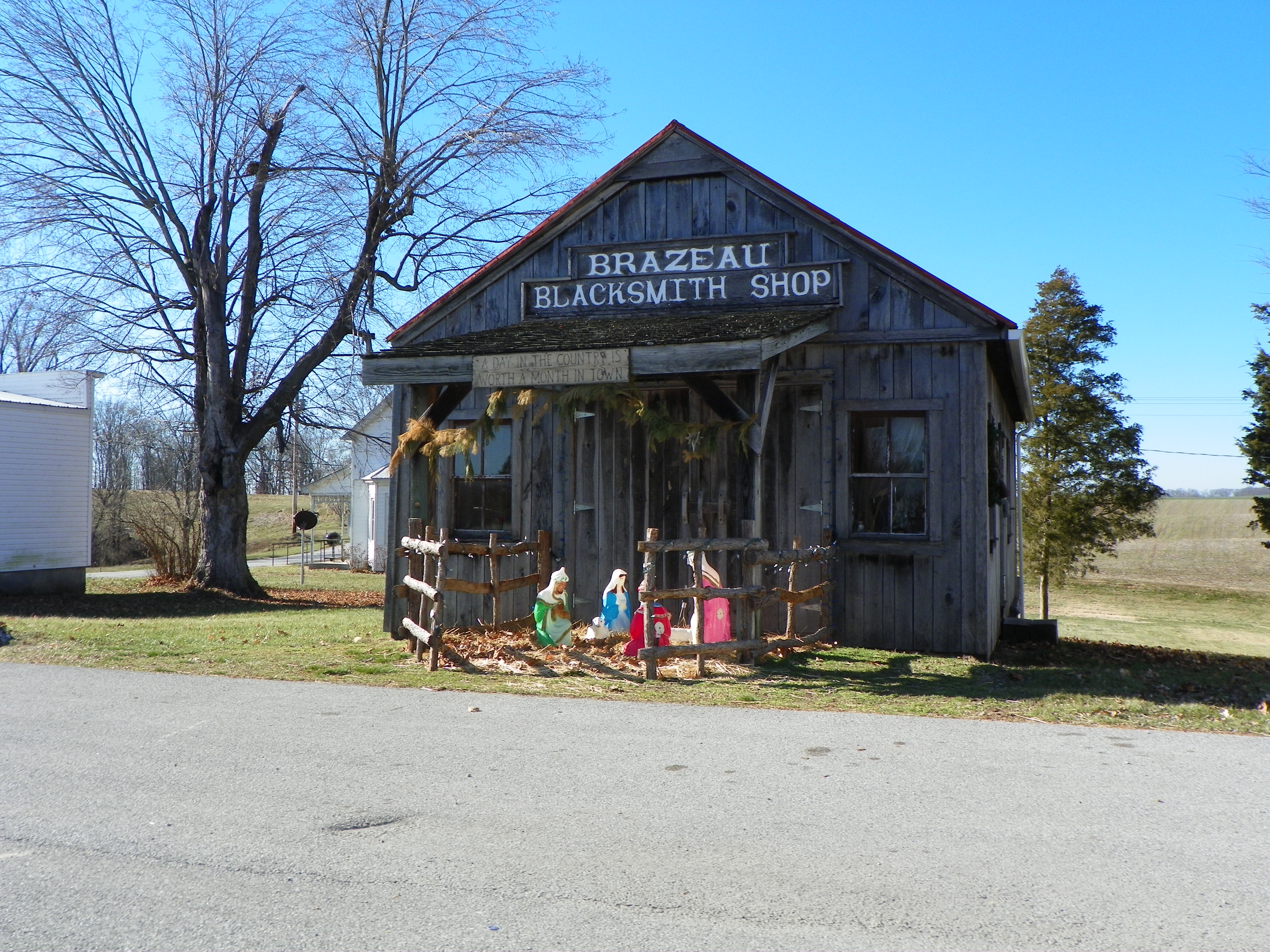
Ehemalige Schmiede
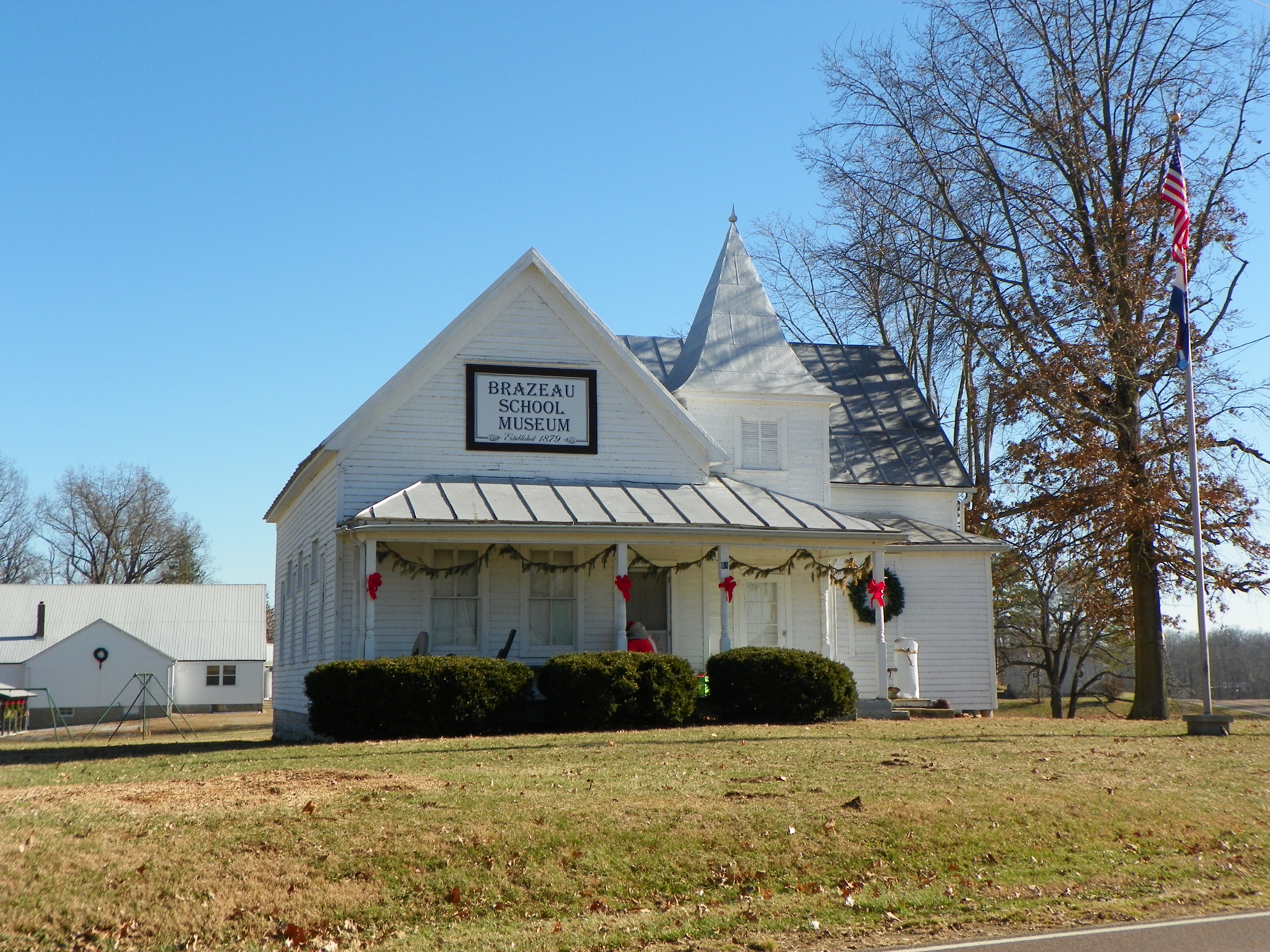
Altes Schulhaus und heutiges Museum
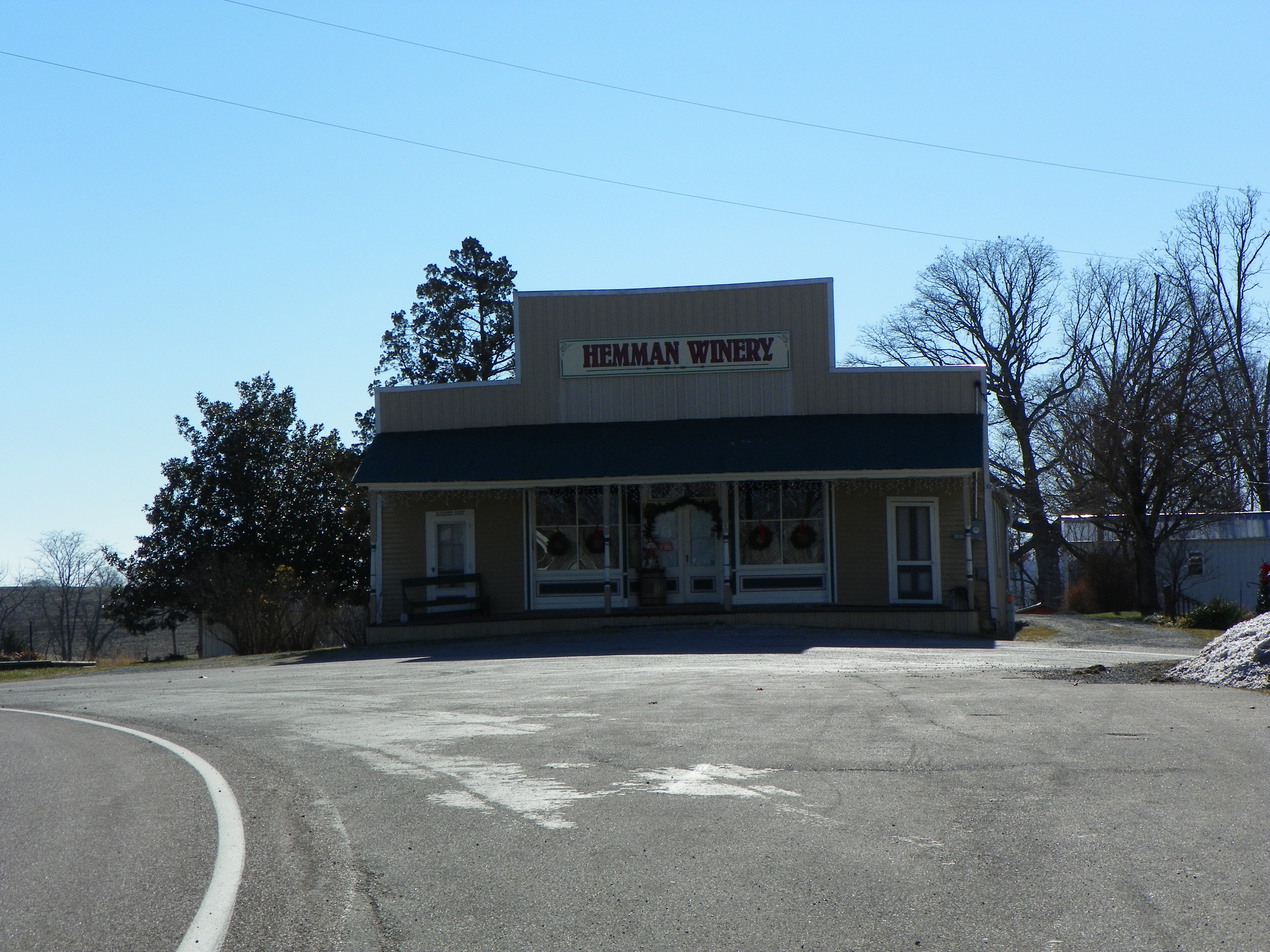
Hemmann Winery

## Infrastruktur
Brazeau liegt ca. 14 Kilometer östlich des U.S. Highway 61, der den Ort mit St. Louis und Jackson, Missouri, verbindet. Etwa 20 Kilometer südwestlich des Ortes besteht ein Anschluss an den Interstate-Highway 55 nach St. Louis.

## Persönlichkeiten
- Edward Robb (1857–1934), Politiker, von 1897 bis 1905 Mitglied des US-Repräsentantenhauses, wurde in Brazeau geboren